# Марианна Австрийская
Мариа́нна Австри́йская (нем. Maria Anna von Österreich; 23 декабря 1634, Вена — 16 мая 1696, Мадрид) — королева Испании, вторая жена Филиппа IV, мать Карла II, последнего испанского короля из династии Габсбургов, являвшаяся регентшей при его несовершеннолетии, сестра Фердинанда IV и Леопольда I. Одна из самых влиятельных женщин XVII-го столетия.
В 1668 году в её честь острова в северной части Тихого океана были названы Марианскими.

## Биография

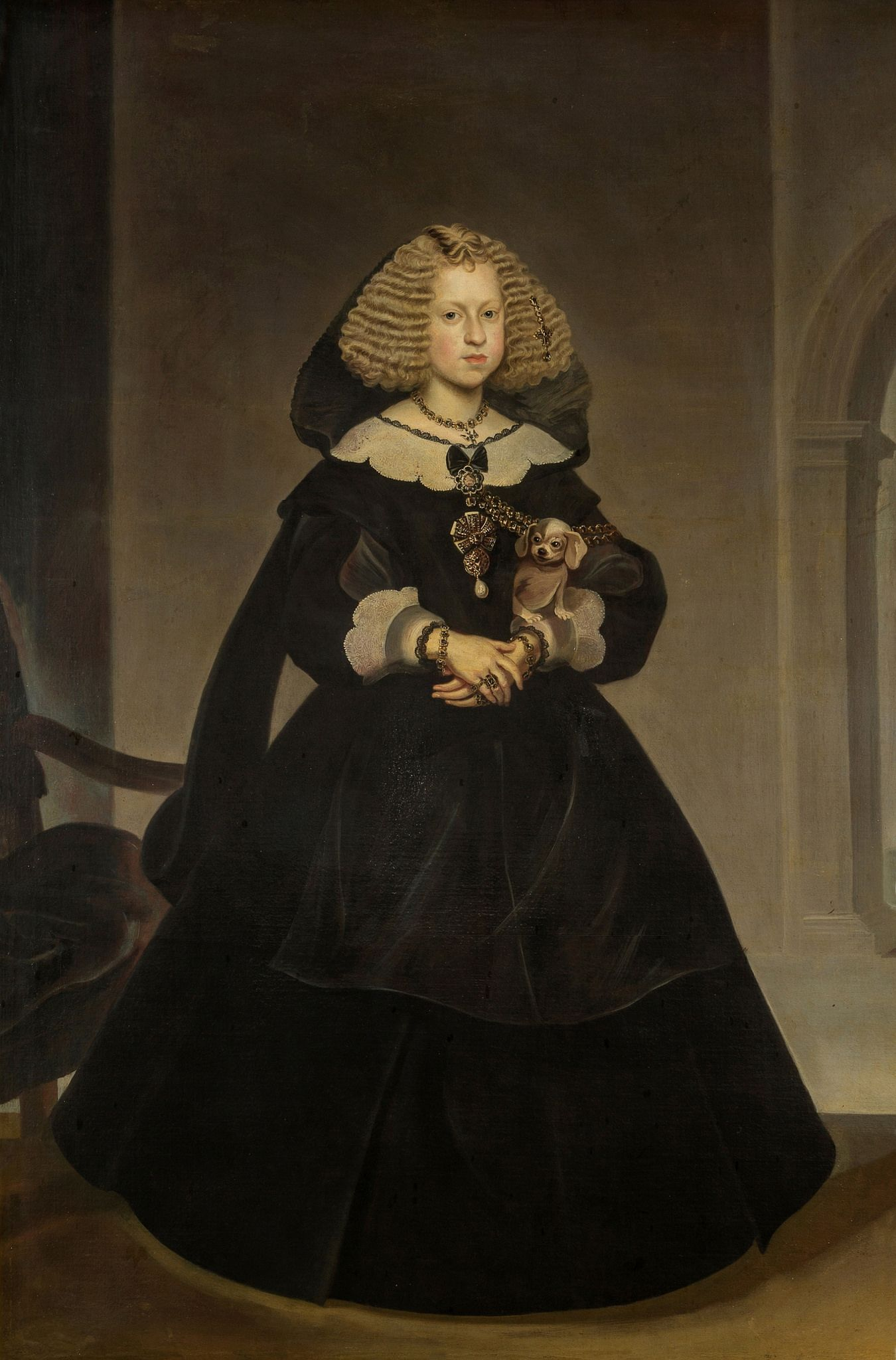
Франс Лёйкс. Портрет 1644 года

Родилась 23 декабря в 1634 года в австрийском Винер-Нойштадте в правление своего деда, Фердинанда II. Марианна была старшей дочерью Фердинанда III и его первой жены Марии Анны, испанской инфанты, дочери испанского короля Филиппа III и сестры Филиппа IV. Её отец стал римским королём, а несколько месяцев спустя, в феврале 1637 года, императором Священной Римской империи, когда Марианне было 2 года. Её семья переехала в Вену. Её отец большую часть времени находился вдали от семьи, участвуя в Тридцатилетней войне.
Детство Марианны было счастливым из-за установившихся близких семейных отношений. Дети получали образование согласно будущему, к которому их готовили родители и наставники. Языком общения принцессы был немецкий, также она изучала латынь и испанский. В 1647 году духовным наставником и учителем Марианны был назначен иезуит из университета Граца преподобный Иоганн Эберхард Нидхард. Помимо богословия он давал уроки истории и географии.
После смерти матери принцессы в 1646 году испанский король Филипп IV попросил руку 11-летней Марианны для своего 16-летнего сына и наследника, принца Астурийского Бальтазара Карлоса. Фердинанд III согласился на такое предложение, видя в союзе выгоды после Вестфальского мира и укрепление двух ветвей рода Габсбургов. Бальтазар Карлос 20 июля в 1646 году признался духовному наставнику отца Марии Агредской, что рад помолвке с кузиной, которую пусть никогда и не видел: «Я самый счастливый в мире человек после помолвки. Нет лучше невесты, чем эрцгерцогиня!» Однако в октябре в поездке с отцом к месту каталонского восстания инфант заболел и вскорости умер. Его смерть вызвала серьёзный династический кризис в Испании. Единственной наследницей престола стала 8-летняя инфанта Мария Терезия. Опасавшийся смуты из-за отсутствия наследника мужского пола Филипп IV решил вновь жениться. Император Фердинанд III предложил ему в жёны свою дочь Марианну. 30 января 1647 года решение о династическом браке было официально объявлено.

### Королева Испании
Впервые Марианна увидела своего 44-летнего жениха 7 октября от 1649 года на свадебной церемонии в Навалькарнеро. После церемонии супруги отправились в резиденцию Эскориал. 19 ноября Марианна поселилась в Алькасаре, что официально закрепило за нею статус королевы.

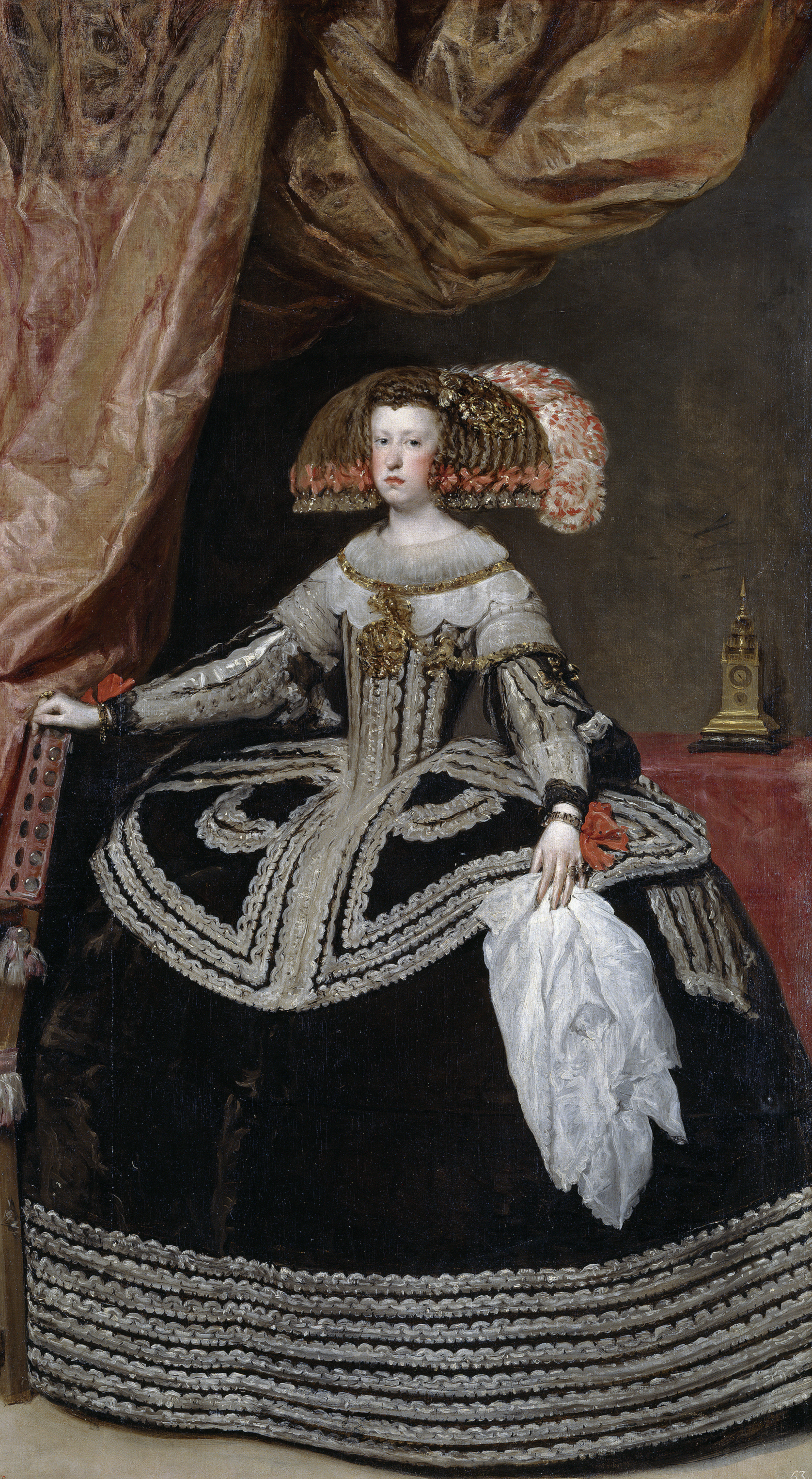
Знаменитый портрет королевы Марианны Австрийской, написанный именитым придворным испанским живописцем Диего Веласкесом. музей Прадо, Мадрид.

Придворная жизнь Мадрида отличалась большей строгостью нравов, чем в Вене, но королева смогла привыкнуть к этому, участвовала в официальных церемониях. Несмотря на обычное бесстрастное выражение на портретах, королева отличалась весёлостью нрава, окружала себя комедиантами, карликами и шутами. Иногда её упрекали за слишком откровенный смех. По своей природе жизнерадостная молодая девушка с годами под воздействием строгого испанского дворцового этикета становилась всё более угрюмой, меланхоличной и замкнутой.
Королева Марианна из-за небольшой разницы в возрасте смогла подружиться с кузиной (теперь падчерицей) Марией Терезией. Тогда же она подружилась с Марией Магдаленой де Монкадой, сестрой маркиза де Аитона, который станет важной фигурой в период регентства.
Филипп IV срочно нуждался в наследнике. Своей подруге графине Парадес он писал, что увидел невесту «хорошо развитой для своего возраста, но ещё очень молодой». Несмотря на почти 30-летнюю разницу в возрасте супруги поладили, король исполнял прихоти жены. Судя по переписке Филиппа IV с Паредес, брак был консуммирован в дни праздника в Аранхуэсе между 8 марта и 24 мая от 1650 года. В середине августа повитуха объявила, что королева беременна. 12 июля 1651 года королева родила дочь, инфанту Маргариту Терезу. Король обрадовался пополнению в семействе. Несмотря на рождение дочери, а не сына, положение Марианны укрепилось из-за рождения ребёнка.
28 ноября 1657 года в 11:30 утра королева Марианна родила сына Фелипе Просперо. Вскоре она впала в родильную горячку, но никто не придал этому значения, радуясь рождению принца. Рождение наследника способствовало окончанию франко-испанской войны (1635—1659) и заключению Пиренейского мирного договора, предполагавшего заключение династического брака между инфантой Марией Терезией и французским королём Людовиком XIV. Однако 1 ноября 1661 года 2-летний болезненный Фелипе Просперо скончался после очередного эпилептического припадка. Это потрясло королевскую семью, так как в октябре 1659 года умер второй сын Фернандо Томас, не прожив и года. Эти обстоятельства сделали инфанту Маргариту Терезу наследницей трона. Однако спустя 5 дней после смерти Фелипе Просперо, 6 ноября 1661 года родился наследник Карл. Это рождение посчитали чудом.
В апреле 1663 года Филипп IV начинает переговоры о браке дочери Маргариты Терезы и императора Священной Римской империи Леопольда I, который приходился испанской королеве Марианне родным братом и дядей собственной невесте. Политические амбиции Габсбурги ставили выше нездоровых связей в браках. Также они рассматривали внутриродовые браки наследников испанского престола как необходимость.
Несмотря на договор о браке между испанским и австрийским домами, инфанта не выехала из Мадрида. Родители опасались, что слабый здоровьем Карл умрёт, и тогда наследницей вновь станет инфанта. Задержка невесты вызвала возмущение современников, грозила подорвать дружественные отношения с австрийскими Габсбургами и возникновением очередной войны с Францией.

### Регентство
13 сентября от 1665 года здоровье короля значительно ухудшилось, он не смог подняться с постели. На следующий день он попрощался с семьёй, наказал дочери Маргарите слушаться мать и напутствовал 3-летнего сына Карла: «Пусть бог сделает тебя счастливее меня». Несколько раз Филипп IV отказался в последний раз увидеться с незаконнорожденным сыном Хуаном Хосе, чтобы не провоцировать толков о преемственности власти и выбора регента. Король скончался 17 сентября в 4:15 утра, оставив королевство в состоянии неопределённости после длительного и проблемного правления.
Регентшей по королевскому завещанию стала 30-летняя королева. Она должна была править от имени сына до 1675 года, но в итоге руководила до своей смерти в 1696 году. Юный король, будучи инвалидом, мог говорить и передвигаться с большим трудом, его носили на руках до 10 лет, и регент ему был более необходим, чем другим. Болезненный король Карл II посещал совет, встречался с секретарями до конца своих дней, но всё большую роль играла Марианна, перенимающая обязанности короля, который появлялся всё реже.

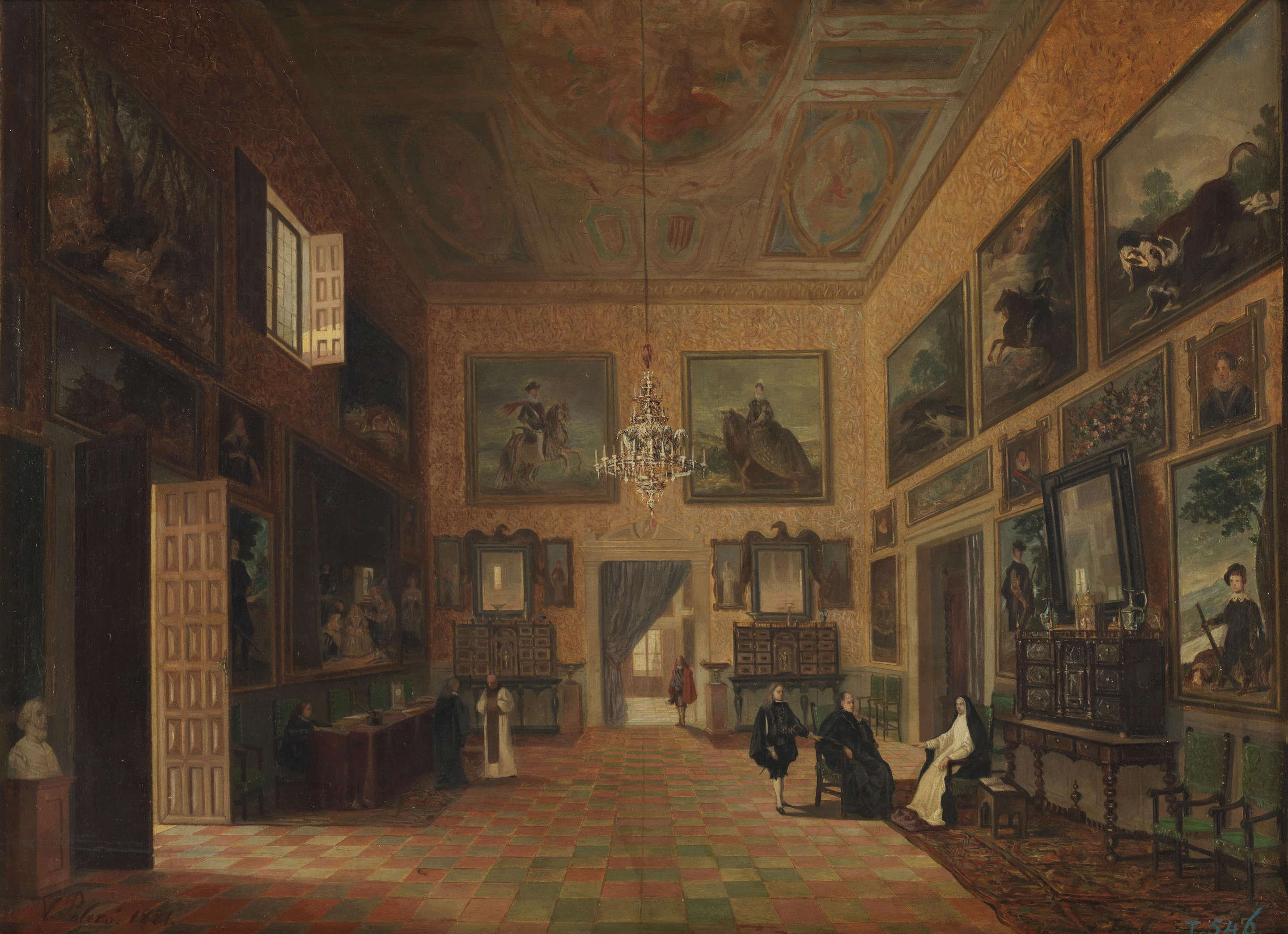
Винсенте Полере-и-Толедо. Королева общается с Нитардом в Буэн-Ретиро. Прадо

В Регентский совет входили 6 представителей: Гарсия де Авельянеда и Харо из Кастильского совета, заместитель министра иностранных дел Кристобаль Креспи де Вальдаура из Совета Арагона, Гаспар де Бракамонте-Гусман из Государственного совета, испанский гранд Гильен Рамон де Монкада-и-Креспи, Великий инквизитор, кардинал Паскуаль де Арагон и архиепископ Толедо, кардинал Бальтазар Москосо-и-Сандоваль от церкви. Архиепископ Толедо скончался незадолго до короля, и его должность королева отдала Паскалю де Арагону, чтобы должность Великого инквизитора смог занять духовник и ближайший советник королевы Иоганн Эберхард Нидхард, прибывший с ней в Испанию. Чтобы ввести его в регентский совет, она даровала ему испанское гражданство.
Дворянство считало Нидхарда выскочкой, люди возмущались запретом на театральные представления, доминиканцы были обижены тем, что иезуит Нидхард занял высокий религиозный пост и принимает королевскую исповедь. Припоминали Нидхарду и его иноземное происхождение (из протестантской семьи), приписывали близкие отношения с королевой. Она не испытывала доверия к испанскому двору (в особенности к Хуану Хосе, признанному внебрачному ребёнку покойного короля), в чём придворные винили оберегавшего покой королевы Нидхарда. Из-за этого, а также из-за неуспехов Испании во внешней политике Нидхард не пользовался популярностью. Один из его слуг даже был убит.
В 1667—1668 годах разразилась Деволюционная война с Францией, в результате которой был подписан мир, а Испания потеряла часть территории в Нидерландах. Чтобы защитить свои западные границы, Испания в 1668 году подписала Лиссабонский договор, положивший конец войне с Португалией, длившейся уже 28 лет, и признававший независимость Португалии. В 1666 году король Португалии женился на французской принцессе.

Единственный признанный бастард покойного короля Хуан Хосе, наместник Арагона, пользовался популярностью народа за своё происхождение и военные заслуги на Сицилии и во Фландрии. Собрав 600 всадников, он возглавил Арагонское восстание. Боясь гражданской войны, регентша согласилась сместить с должности Нидхарда в 1669 году. Для смягчения его положения королева дала ему пост кардинала и назначила послом к Святому Престолу.

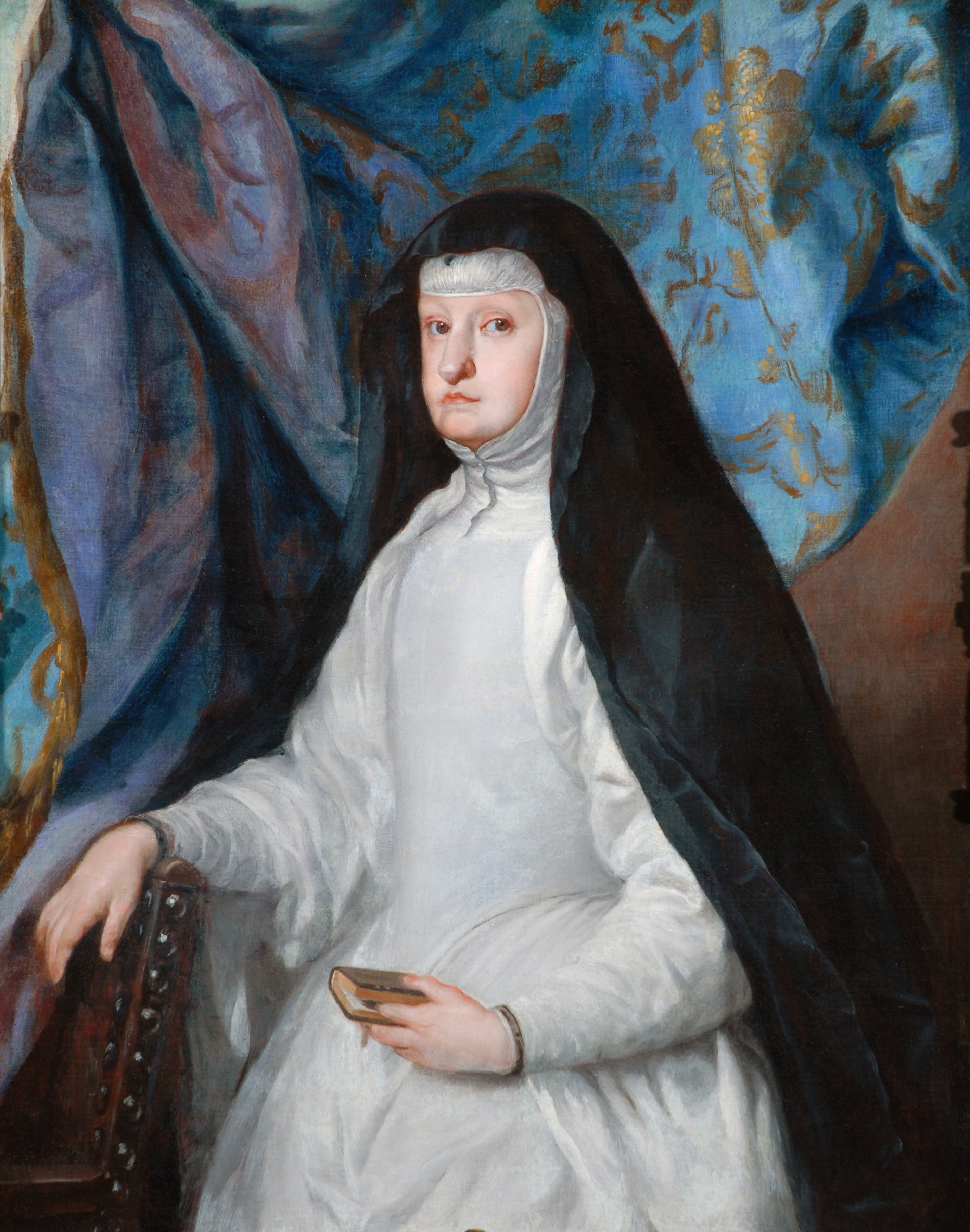
Клаудио Коэльо Портрет королевы-матери Марианны (ок. 1683—1693). Музей Боуз

Занявший место Нидхарда Фернандо де Валенсуэлы из низшей аристократической прослойки рассматривался недовольными придворными недостойным своего положения, а также считался любовником королевы. Поддержав австрийский союз, королева в 1674 году вновь объединилась с европейскими державами против Франции и вступила в Голландскую войну. По результату Испания потеряла Франш-Конте и бельгийские земли.
В начале 1677 года в результате успешного дворцового переворота, во главе которого номинально стоял 16-летний король Испании Карл II, новый фаворит королевы Фернандо де Валенcуела был выслан на Филиппины, а королева-мать ушла в монастырь. Хуан Хосе получил пост премьер-министра и начал проводить экономические реформы. Несмотря на свою популярность, он скоро потерял поддержку населения, поскольку проводил профранцузскую политику, заключив в 1678 году мир с Францией, который привёл к потере части Испанских Нидерландов. После смерти Хуана в 1679 году королева вернулась ко двору, уже не являлась регентшей в силу совершеннолетия Карла. Однако она продолжала играть существенную роль в государственных делах до своей смерти в 1696 году.
Незадолго до своей смерти Хуан Хосе устроил брак Карла II с племянницей французского короля Марией Луизой Орлеанской, которому королева из-за политического влияния Франции не смогла помешать. Молодая королева склоняла супруга к нейтральной политике невмешательства перед надвигающейся войной Аугсбургской лиги, лоббирует интересы Франции. Смерть 27-летней Марии Луизы в 1689 году вызвала возмущение французов, считавших, что её отравили по приказу королевы-матери. Карл II был привязан к своей покойной супруге и долго переживал её потерю. В 1691 году он вновь женился на Мариане Нойбургской, которая его не интересовала. Этот брак так и не был консуммирован. Бесплодный Карл II ни в одном браке не обзавёлся наследником.
Марианна умерла от рака груди 16 мая 1696 года, предприняв до этого многочисленные попытки утвердить одного из Габсбургов (своего правнука Иосифа Фердинанда Баварского) в качестве наследника своего сына. Однако её усилия окончились провалом из-за внезапной смерти принца в 1699 году, и после смерти Карла II разразилась Война за испанское наследство.

## Дети
В этом браке родились пятеро детей, однако только двое из них достигли совершеннолетия — Маргарита Тереза и наследник престола Карл II. Карл не имел наследников, так как появился на свет в результате инбридинга, на протяжении поколений практиковавшегося в династии Габсбургов.
- Маргарита Тереза Испанская (1651—1673), императрица, жена Леопольда I
- Мария-Амбросия (1655)
- Фелипе Просперо (1657—1661)
- Фернандо-Томас (1658—1659)
- Карл II (1661—1700), испанский король, последний из династии Габсбургов на испанском престоле